# Kunheim
Kunheim é uma comuna francesa na região administrativa de Grande Leste, no departamento Alto Reno. Estende-se por uma área de 11,72 km². Em 2010 a comuna tinha 1 809 habitantes (densidade: 154,4 hab./km²).